# Bethlehem (New Hampshire)
Bethlehem ist der Name einer Town im Grafton County von New Hampshire, einem der Neuenglandstaaten der USA. Der Name wurde am letzten Weihnachtstag des 18. Jahrhunderts gewählt und Bethlehem am 27. Dezember 1799 als selbstverwaltete Gemeinde beurkundet. Das U.S. Census Bureau hat bei der Volkszählung 2020 eine Einwohnerzahl von 2.484 ermittelt.

## Geographie

### Lage
Bethlehem liegt im Norden der White Mountain Region New Hampshires am Ammonoosuc River. Im Norden grenzen Dalton und Whitefield an, im Osten Carroll und Hart’s Location, Lincoln, Franconia und Sugar Hill im Süden und Littleton im Westen. Der Gale River, dessen zwei Arme südlich von Bethlehem in Franconia entspringen und sich in Bethlehem vereinen, fließt in einem Bogen nach Franconia zurück und mündet in Lisbon in den Ammonoosuc.

### Gemeindegliederung
Neben Bethlehem gehören die Ortsteile Alderbrook, Five Corners, Maplewood und Pierce Bridge zur Gemeinde.

## Geschichte
Die erste Siedlungskonzession für das Gebiet des heutigen Bethlehem stammt aus dem Jahr 1774. Der Name war zu der Zeit Lloyd Hills, möglicherweise nach einem Freund von Gouverneur Benning Wentworth. Lloyd Hills war je nach Quelle nicht deckungsgleich mit dem späteren Bethlehem. 1787 oder 1788 kamen zwei, möglicherweise drei Siedler mit ihren Familien aus Massachusetts und siedelten sich zumindest zeitweise auf dem Gebiet des heutigen Bethlehem an. Bei der Ankunft eines weiteren Siedler waren zwei Familien ansässig. In den folgenden Jahren folgten weitere Siedler mit Familien, bis im November 1798 von den Bewohnern von Lloyd Hills, genannt Bethlehem, eine Anerkennung als selbstverwaltete Gemeinde beantragt wurde. Dem Antrag wurde am 25. Dezember 1799 stattgegeben, der Verwaltungsakt am 27. Dezember beurkundet, dem damit offiziellen Gründungsdatum der Town of Bethlehem. Die erste Gemeindeversammlung fand am 4. März des Folgejahres statt. Dabei wurden die ersten Ämter vergeben, unter anderem für den Vorsitzenden der Versammlung, für Steuereintreiber, Straßenvermessung, Zaunbeschauer und Viehwächter. Zugleich wurde die erste Brücke über den Ammonoosuc errichtet. 1849 wurde ein Stück Land zwischen Carroll und Bethlehem zu letzterem dazugeschlagen. Zur Mitte des Jahrhunderts hatte Bethlehem zwei Kirchen, acht Schulbezirke und ein Postamt, fünf große Sägemühlen und eine Stärkefabrik, die 170 Tonnen Stärke im Jahr produzierte. 1880 waren es elf Schulbezirke, drei Säge-, eine Korn- und eine Cidermühle, drei Kirchen, eine Veranstaltungshalle, mehrere Läden und Cafés, drei Meilen Stege, auf denen man auch bei nassem Wetter trockenen Fußes spazieren gehen konnte, sowie mehr als 30 Hotels, Sommerpensionen und kleinere Beherbergungsbetriebe. Das nach eigenen Angaben erste Hotel am Platz, das Maplewood House, hatte eine eigene Haltestelle an der Stichbahn nach Bethlehem. Zu den frühen Investoren, die am Aufstieg Bethlehems zu einem angesehenen Urlaubsort beteiligt waren, gehörte Henry Howard, ab 1873 Gouverneur von Rhode Island.
Bethlehem war bereits im 19. Jahrhundert ein für sein Klima bekannter Ferienort für die Sommerfrische. Für das Jahr 1875 wurden für Gäste, die zwischen einer Woche und drei Monate blieben, in einer vorsichtigen Schätzung Einnahmen von circa 160.000 Dollar angegeben, mehr als die Einnahmen aus dem Bodenertrag. Zu den bekannteren Gästen Bethlehems gehörten die Präsidenten Grant, Hayes, Roosevelt, Taft und Harding, und Künstler und Autoren wie Corra Harris, Helen Hunt Jackson, Thornton Burgess, Will Carleton und Robert Frost. Mit der Erschließung durch die Eisenbahn stiegen die Touristenzahlen noch einmal an. Nachdem die Eisenbahn die Anreise leichter machte, kamen verstärkt Gäste mit Atemwegserkrankungen wie Rhinitis oder Asthma. Darunter war in den 1920er Jahren ein nennenswerter Anteil jüdischer Erholungssuchender. Diese wurden von Hotels und auch den zwei Golfplätzen nicht zugelassen. In der Folge wurden eigene Hotels gekauft oder eröffnet und ein neuer 9-Loch-Golfplatz angelegt. Zum Ende des Jahrzehnts wurde die Hebrew Hay Fever Relief Association gegründet. Mit der Verbreitung von Klimaanlagen und der Verfügbarkeit verbesserter Behandlungsmöglichkeiten ging diese Art des Tourismus jedoch zurück. Im Zweiten Weltkrieg kam es zu einer kurzen Erholung infolge von eingeschränkten internationalen Reisemöglichkeiten sowie Treibstoffverteuerung und letztlich -rationierung, doch nach dem Krieg wurden die meisten der alten Grandhotels abgerissen.
1982 bildete sich eine Bürgerinitiative zur Wiederbelebung der Main Street. Diese kaufte heruntergekommene Gebäude, um sie abzureißen, aber auch das historische Colonial Theater von 1915, das im Anschluss renoviert wurde und eines der ältesten durchgehend in Betrieb befindlichen Filmtheater der USA ist. Es steht seit April 2002 auf der Liste der Historischen Orte New Hampshires.

### Eisenbahn
Im Nordwesten von Bethlehem verlief die Bahnstrecke der White Mountain Railroad, die im durch Bethlehem führenden Abschnitt im Jahr 1869 eröffnet worden war. Im gleichen Jahr nahm die Mount Washington Cog Railway den Betrieb auf. Um deren Talstation an das eigene Netz anzuschließen, baute die Boston, Concord and Montreal Railroad eine Strecke von Wing Road in Bethlehem dorthin. Die Strecke wurde 1874 bis Fabyans eröffnet und ein Jahr später fertiggestellt. 1879 nahm die Profile House and Franconia Notch Railroad den Betrieb von Pierce’s Bridge zum Profile House in Franconia auf, und zwei Jahre später wurde eine Zweigstrecke in den Hauptort Bethlehem eröffnet. An diesen diversen Strecken hatte Bethlehem insgesamt fünf Haltestellen und Bahnhöfe, an denen um die Jahrhundertwende acht bis zehn Züge pro Tag neue Gäste brachten. Neben diesen Touristen- und öffentlichen Bahnstrecken verliefen im Gebiet von Bethlehem noch drei Waldbahnen, die nur zwischen vier und acht Jahren in Betrieb waren. Die Strecke zum Profile House wurde auf der Trasse der Gale River Logging Railroad errichtet. Die Sägen im Holzfällerort Zealand in Carroll wurde zunächst über die Zealand Valley Railroad mit Stammholz versorgt, später durch die westlich davon verlaufende Little River Railroad, die durch das Gebiet von Bethlehem in das Gebiet östlich des Twin Mountain führte.
Die Bahnstrecken von Bethlehem und Franconia wurden bereits 1926 eingestellt, 1932 folgte die Strecke von Wing Road zum Mount Washington. Die Strecke von Littleton nach Whitefield wurde bis nach 1992 betrieben, danach wurde der Verkehr ebenfalls eingestellt. 2012 wurde die Strecke offiziell von der New Hampshire Central Railroad betrieben.

### Bevölkerungsentwicklung
| Jahr      | 1800 | 1810 | 1820 | 1830 | 1840 | 1850 | 1860 | 1870 | 1880 | 1890 |
| --------- | ---- | ---- | ---- | ---- | ---- | ---- | ---- | ---- | ---- | ---- |
| Einwohner | 171  | 422  | 467  | 673  | 779  | 950  | 896  | 998  | 1400 | 1267 |
| Jahr      | 1900 | 1910 | 1920 | 1930 | 1940 | 1950 | 1960 | 1970 | 1980 | 1990 |
| Einwohner | 1261 | 1201 | 866  | 872  | 935  | 882  | 898  | 1142 | 1784 | 2018 |
| Jahr      | 2000 | 2010 | 2020 | 2030 | 2040 | 2050 | 2060 | 2070 | 2080 | 2090 |
| Einwohner | 2206 | 2526 | 2484 |      |      |      |      |      |      |      |

## Wirtschaft
Neben dem Tourismus lebte Bethlehem in frühen Jahren von Landwirtschaft und Holzindustrie. Mit Stand 2018 hatten die größten Betriebe, die Schulen, nur noch zwischen dreißig und gut 50 Beschäftigte.

### Deponie
Im Jahr 1976 eröffnete ein Anwohner auf seinem Land eine kleine örtliche Mülldeponie. Diese wurde immer weiter vergrößert und verkauft, gehörte zwischenzeitlich der Sanco, Inc und wurde dann an Casella verkauft. Sie ist nicht zum Grundwasser hin isoliert. 2003 nahm die Mülldeponie eine Fläche von 20 Hektar ein. Bereits in den 1980er Jahren gab es Beschwerden über die Nebenwirkungen der Deponie. Diese entwickelten sich in der Folge zu Auseinandersetzungen, die bis in die Legislative New Hampshires und vor den Supreme Court getragen werden. Eine Untersuchung des New Hampshire Department of Environmental Services konnte keinen Zusammenhang zwischen der Deponie und der statistisch auffallenden Häufung von Krebsfällen in Bethlehem feststellen, die Ursache für letztere wird jedoch weiter untersucht.

## Infrastruktur und Gemeindeeinrichtungen
Bethlehem hat neben der gemeindeeigenen Polizei einen festangestellten Leiter für die Feuerwehr, deren Besatzung ansonsten aus Freiwilligen besteht, ebenso wie der medizinische Notdienst. Das nächstgelegene Krankenhaus ist das Littleton Regional Hospital in Littleton. Bethlehem gehört zur Profile Schulkooperative, die Mittel- und Oberschule vor Ort betreibt, und hat eine eigene Grundschule. Daneben gibt es drei private oder konfessionell ausgerichtete Schulen und die Bibliothek, die Bethlehem Public Library. Der Müll wird durch eine Müllabfuhr eingesammelt und in Berlin deponiert, sofern nicht das freiwillige Recyclingprogramm in Anspruch genommen wird. Die Wasserversorgung übernimmt ein Wasserbetrieb, die Gemeinde betreibt ein Klärwerk, wobei die Abwasserentsorgung teils öffentlich, teils mittels privater Tanks geschieht.

### Verkehr
Durch Bethlehem verlaufen die Interstate 93, die US 3 und US 302 sowie die Staatsstraßen NH 16, NH 118 und NH 142. Der nächstgelegene Flugplatz ist der Twin Mountain Airport in Carroll, der nächstgelegene Flughafen mit Linienverkehr ist der Lebanon Municipal Airport in Lebanon. Mit Ausnahme der Strecke durch Wing Road nach Whitefield wurde der Bahnverkehr eingestellt und die Strecken aufgegeben.

## Personen
- Frances Glessner Lee (1878–1962), frühe Forensikerin